# Rookies (manga)
Rookies (ルーキーズ?, Rukīzu) è uno shōnen manga giapponese scritto e illustrato da Masanori Morita. La serie ha esordito su Weekly Shōnen Jump, ed è stata pubblicata tra il 1998 e il 2003. La serie è stata concessa in licenza per la pubblicazione in Francia alle Editions Tonkam e in Italia alla Star Comics, dove è stata originariamente pubblicata sul mensile Express. Rookies è stato anche pubblicato a Taiwan dalla Da Ran Culture, ma la società è fallita e Tong Li Publishing ne ha acquisito i diritti. 
Il manga è stato poi adattato in un dorama live action trasmesso dalla Tokyo Broadcasting System fra il 19 aprile 2008 e il 26 luglio 2008. La serie televisiva è stata successivamente pubblicata su DVD dalla TC Entertainment, e la colonna sonora è stata pubblicata il 28 giugno 2008. Il finale della serie TV è stato utilizzato come plot per un film, intitolato Rookies: Graduation (Rｏｏｋｉｅｓ－卒業－?, Rookies -Sotsugyō) presentato in anteprima nei cinema giapponesi il 31 maggio 2009.
Rookies è la storia di un insegnante alle prime armi, Koichi Kawato, che è chiamato a confrontarsi con la sfida della guida di club di baseball di una scuola superiore, composto da teppisti. Gli studenti inizialmente diffidano di lui e spesso lo minacciano, ma Kawato rifiuta di abbandonarli e continuamente li sprona a realizzare i loro sogni. In questo modo, la squadra viene messa insieme e i ragazzi cominciano a dedicare il loro tempo per realizzare il loro sogno di andare al Koshien.

## Trama
Koichi Kawato è un novello insegnante giapponese nella famigerata scuola superiore Futakotamagawa, il cui club di baseball è composto da violenti teppisti, sospesi per un anno dalle competizioni sportive scolastiche, per aver causato una violenta rissa durante una partita ufficiale. Il giovane insegnante scopre che i membri del club rimasti sono solo interessati alle ragazze, a fare risse, a fumare e a fare niente di buono finché, sotto la guida di Kawato, essi riconoscono che il baseball è la cosa che preferiscono fare. Kawato insegna loro anche che devono inseguire i propri sogni, e che riuscire a raggiungere la finale nazionale delle scuole superiori al Koshien (prefettura di Hyogo) è quello che hanno sempre desiderato. Raggiungere il Koshien è tutto fuorché che facile; infatti molti ostacoli li attendono.

## Personaggi

### Insegnanti
Koichi Kawato : è un giovane insegnante, celibe, ex moto-teppista (Bōsōzoku) che aspira a diventare un grande insegnante, è cintura nera di Karate Kyokushin (terzo dan), ed estremamente abile nel combattimento.
Ottimista, con un alto senso dell'onore, che fermamente crede nell'inseguimento dei sogni. Cerca anche di costruire relazioni più profonde con i suoi studenti, arrivando a memorizzare tutti i loro nomi. Dopo aver promesso ad uno studente di proteggere il club di baseball, che è pieno di teppisti, ne diventa il responsabile. Successivamente viene scoperto, dai suoi studenti, che Kawato si era dimesso da un'altra scuola dopo aver picchiato uno studente violento, e che aveva promesso di non farlo mai più. Nonostante questo, viene amato da tutti gli studenti della precedente scuola, che provano (senza successo) di farlo ritornare da loro.
Ikebe: è il vice preside, da giovane è stato un membro della squadra di baseball che una volta partecipò al Koshien. Sebbene sembri inizialmente indisposto e scandalizzato, spesso redarguendo Kawato sui più piccoli dettagli, successivamente lo appoggerà. Quando la squadra inizia a giocare di nuovo, Ikebe diventa il vice-allenatore, fornendo la sua esperienza.
Murayama: è il preside ed è stato il capitano della squadra di baseball di 43 anni prima, quando partecipò al Koshien. Egli nutre dei risentimenti per l'attuale club di baseball perché lo vede come disonorato rispetto a ciò che aveva lasciato, e il suo intento è quello di chiuderlo. Comunque, dopo aver assistito alla prima partita contro lo Yoga Daiichi, egli comincia a vedere la squadra più positivamente. Quando l'allenatore dello Yoga Daiichi pretende di avere riparazione del torto (un pugno) inflittogli da Kawato, Murayama prende le difese di Kawato e offre le proprie dimissioni....

### Squadra di Baseball
Toru Mikoshiba: è il capitano della squadra. Tipo non-violento e intelligente, egli spesso è vittima del nervosismo e della insicurezza.
Keiichi Aniya: forte combattente, ed è molto fedele ai suoi amici, non esitando mai a gettarsi nella mischia per aiutarli. Appare come un donnaiolo incallito ed è il lanciatore principale della squadra. Famoso fin dalle medie come giovane promessa del baseball, egli ha perso le sue motivazioni dopo uno spiacevole episodio durante una partita ed è diventato un temuto teppista
Shuta Sekikawa: è molto abile nelle risse ed è il membro più veloce della squadra che sfoggia una pettinatura mohicana indurita con una ingente quantità di prodotti per capelli. Ha un passato da esperto ladro di negozi e di scippi
Kei Shinjo: fortissimo nelle risse, è il capo dei teppisti della scuola Futakotamagawa.Originariamente infuriato per l'abbandono dei suoi amici dalla banda, si scontra fisicamente e verbalmente con gli altri membri della squadra. Egli ha un così profondo rispetto per l'amicizia da considerarli traditori, e fatica non poco a ricongiungersi con gli altri, impegnandosi a fondo per riparare alle proprie azioni.
Yuya Okada: abilissimo nelle risse, è un ragazzo molto serio e impostato.che sfoggia una pettinatura con dreadlocks.
Tetsuro Yufune:  abile nelle risse, ma nel baseball è un giocatore nervoso che usa una propria tecnica di battuta "Colpo del Gatto", durante la quale urla "Miao" prima di colpire la palla, per ottenere migliore precisione. Ha anche una cotta per la prof. di Inglese, Rie Mayumi, ma è incapace di confessarle i propri sentimenti, scegliendo di saltare da un balcone piuttosto che farlo.
Kiyooki Hiyama: scarso nel baseball ma fortissimo nelle risse, Hiyama dopo una pratica costante riesce a raggiungere un discreto livello di gioco.
Tomochika Wakana: pericolosissimo teppista, famoso in città sin dai tempi delle medie per la ferocia. È il solo giocatore capace di ricevere i lanci di Aniya, sebbene all'inizio abbia difficoltà a riuscire a tenere gli occhi aperti. Con l'aiuto di Hiyama, Wakana riesce a superare questo ostacolo.
Taichi Hiratsuka: è un possente membro dotato di grande forza fisica, che non possiede quasi nessuna capacità di gioco. Riesce, comunque, a effettuare incredibili battute utilizzando il suo istinto di sopravvivenza, in particolare quando la palla è diretta al suo viso.
Shonobu Imaoka: è il giocatore ambidestro e considerato strano dalla maggior parte dei suoi compagni. Egli è grande amico di Hiratsuka e si riferisce a lui tramite il soprannome "Hiracchi."
Shouji Akaboshi: è un abile giocatore, famoso già alle medie, e sogna di arrivare alla Major League Baseball. All'inizio sembra arrogante, dichiarando che l'unica cosa che gli manca per sfondare è la conoscenza dell'Inglese, e si rifiuta di unirsi alla squadra. Yagi e Aniya scoprono per caso che si allena segretamente con una squadra universitaria. Quando si convince ad entrare nella squadra, scopre che ognuno di loro lo supera in qualcosa, portandolo ad un impegno maggiore per meritarsi il posto in squadra.
Hamanaka Taiyou: è il membro più giovane della squadra, essendo di un anno più piccolo degli altri. Inizialmente è un bulletto che angustia i compagni per richieste di denaro. Dopo un incontro con Hiratsuka, che crede un giocatore di baseball brillante, inizia a seguirne gli insegnamenti. Dopo aver scoperto la verità, Hamanaka rimane nella squadra, sebbene sia pressoché inutile.
Toko Yagi è la manager della squadra di baseball e amica d'infanzia di Aniya, del quale si intende abbia un interessamento romantico.

## Media

### Manga
Rookies è scritto e illustrato da Masanori Morita. È stato serializzato dalla Shūeisha su Weekly Shōnen Jump dal 1998 al 2003. Shūeisha ha pubblicato il manga in 24 tankōbon tra il 4 giugno 1998 e il 4 novembre 2003. La licenza di pubblicazione è stata acquisita in Francia dalle Editions Tonkam, e a Taiwan da Da Ran Culture prima che facesse bancarotta. La licenza taiwanese è stata acquisita dalla Tong Li Publishing. In Italia, Rookies è stato pubblicato dalla Star Comics e serializzato sul mensile Express.

### Dorama
Il manga è stato adattato per un live action di 11 puntate per la televisione. Lo script della serie è stato scritto da Izumi Yoshihiro mentre il regista è stato Hirakawa Yuichiro. È stato prodotto da Tsuru Masaaki. Gli 11 episodi sono stati trasmessi da Tokyo Broadcasting System tra il 19 aprile 2008 e il 26 luglio 2008. La canzone tema della serie è "Kiseki" dei Greeeen. I primi tre episodi del dorama sono stati pubblicati in uno speciale cofanetto dal titolo Rookies Omote Box dalla TC Entertainment il 18 luglio 2008. Gli episodi dal quarto all'undicesimo sono stati pubblicati sotto il titolo di Rookies Ura Box l'8 ottobre 2008. La colonna sonora è stata pubblicata su CD il 28 giugno 2008.

#### Cast
- Ryūta Satō - Koichi Kawato[13]
- Keisuke Koide - Toru Mikoshiba[13]
- Hayato Ichihara - Keiichi Aniya[13]
- Akiyoshi Nakao - Shuta Sekikawa[13]
- Yū Shirota - Kei Shinjo[13]
- Takeru Satō - Yuya Okada[13]
- Shuji Igarashi - Tetsuro Yufune[13]
- Sōsuke Takaoka - Tomochika Wakana[13]
- Hiroyuki Onoue - Shinobu Imaoka[13]
- Eri Murakawa - Toko Yagi[13]
- Kenta Kiritani - Hiratsuka Taira
- Yosuke Kawamura - Hiyama Kiyooki
- Hiroyuki Amano - Kakefu Mitsuhide
- Kazuyuki Asano - Ikebe Shunsaku
- Kazue Fukiishi - Mayumi Rie
- Ren Ōsugi - Fujimura Akihiro
- Masato Ibu - Murayama Yoshio

### Film
Dal manga è stato adattato un film live-action, Rookies: Graduation (Rｏｏｋｉｅｓ－卒業－?, Rookies -Sotsugyō-). Prodotto dalla Toho e diretto da Yūichirō Hirakawa, il film è stato proiettato in anteprima il 31 maggio 2009.

## Accoglienza
Rookies si è posizionato 9º nella classifica dei manga più venduti in Giappone nel 2008 con 2,765,163 copie vendute.
L'ultimo episodio TV di Rookies, trasmesso il 26 luglio 2008, ha ottenuto un 19.5 nell'indice ascolti. L'episodio televisivo speciale di Rookies ha ottenuto un punteggio di 10.0.